# Cycle tap-off

Schéma d'un moteur-fusée utilisant un cycle tap-off.

Le cycle tap-off (tap-off cycle, aussi appelé topping cycle ou chamber bleed cycle) est une configuration de moteur-fusée à ergols liquides. Il consiste à acheminer une partie des gaz chauds de la chambre de combustion principale du moteur pour alimenter la turbine de la turbopompe mettant en pression les ergols, avant de les évacuer. Il s'agit d'un cycle ouvert, puisque l'intégralité des ergols n'est pas évacuée par la tuyère. Le cycle tap-off est analogue à un cycle générateur de gaz dont la turbine serait alimentée par la chambre de combustion principale plutôt que par un générateur de gaz séparé.

## Utilisation
Le moteur expérimental J-2S, projet d'amélioration du J-2 finalement abandonné par la NASA, utilisait un cycle tap-off. La version du BE-3 employée sur la fusée réutilisable New Shepard développée par Blue Origin utilise également un cycle tap-off. D'après l'entreprise, cette configuration est particulièrement adaptée au vol habité du fait de sa simplicité, n'ayant qu'une seule chambre de combustion.
| Moteur   | Pays       | Constructeur      | Utilisation   | Ergols     | Poussée                   | Isp (dans le vide) | Premier vol |       |
| -------- | ---------- | ----------------- | ------------- | ---------- | ------------------------- | ------------------ | ----------- | ----- |
| BE-3PM   | États-Unis | Blue Origin       | New Shepard   | LH2 / LOX  | 490 kN (niveau de la mer) |                    | 2015        | [ 4 ] |
| J-2S     | États-Unis | Rocketdyne        | Blue Moon     | LH2 / LOX  | 1 138 kN (dans le vide)   | 436 s              | Abandonné   | [ 5 ] |
| Reaver 1 | États-Unis | Firefly Aerospace | Firefly Alpha | RP-1 / LOX | 200 kN (dans le vide)     | 296 s              | 2021        | [ 6 ] |